# Neuilly-sur-Seine
Die Stadt Neuilly-sur-Seine ([nœ'ji syʁ sɛn] ) ist ein westlicher Vorort von Paris im Département Hauts-de-Seine mit 59.200 Einwohnern (1. Januar 2022). Die Einwohner werden Neuilléens genannt.
Neuilly ist einer der bevorzugten Wohnorte des arrivierten und wohlhabenden französischen Bürgertums; vor allem Anwälte, Wirtschaftsfunktionäre und Prominente aus Film und Fernsehen leben dort. Zudem dient die Stadt als Sitz zahlreicher ausländischer Botschaften und Konsulate in Paris. Zusammen mit dem 7. und 16. Arrondissement in Paris wird die Gemeinde gemeinhin zu den wohlhabendsten und teuersten Wohnvierteln des gesamten Landes gezählt.

## Geografie

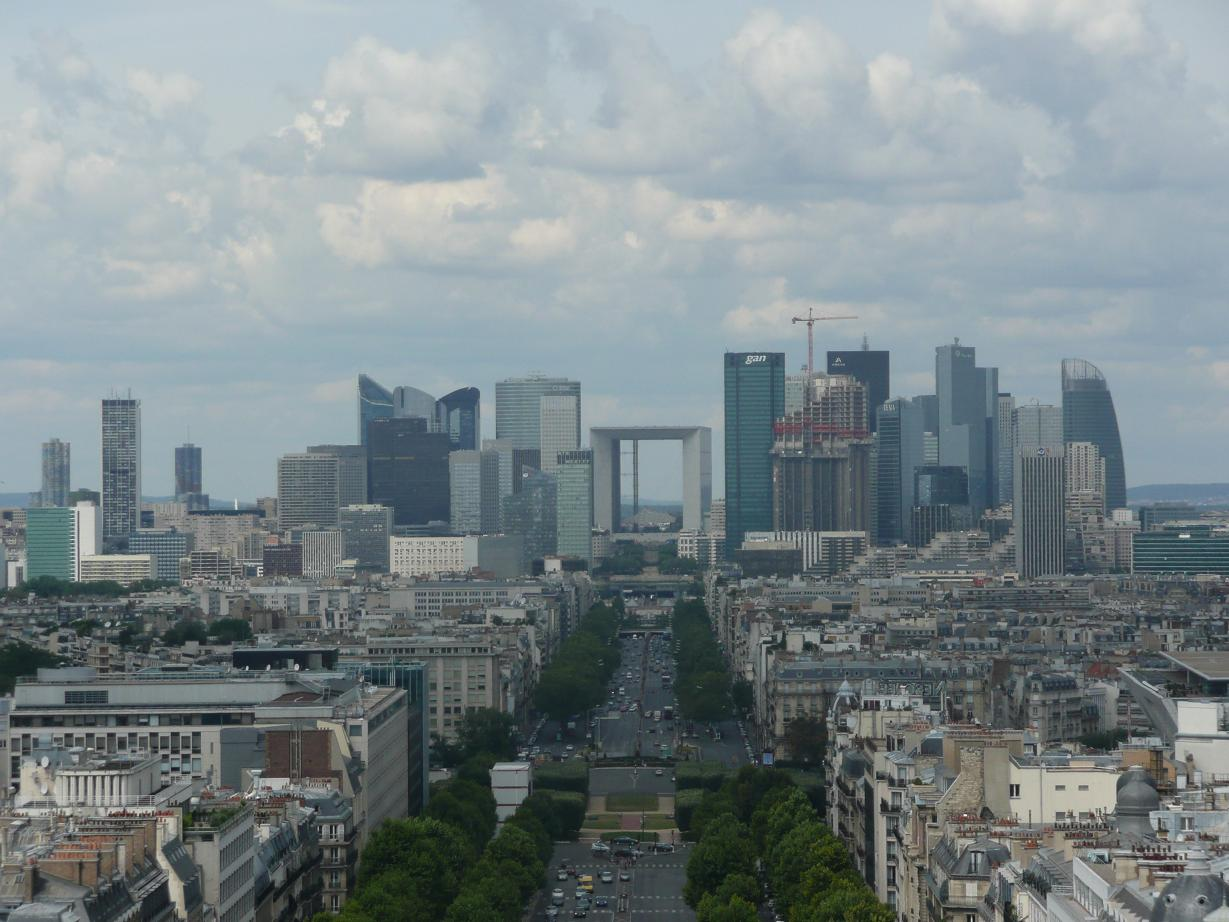
Blick über die Avenue Charles-de-Gaulle in Neuilly-sur-Seine auf die Hochhäuser von La Défense

Im Süden und Westen wird Neuilly-sur-Seine vom Bois de Boulogne und der Seine begrenzt; im Norden bildet die Rue de Villiers die Grenze zu Levallois-Perret. Die Avenue Charles-de-Gaulle verlängert zwischen der Porte Maillot und der Seine die sogenannte Axe historique der Avenue des Champs-Élysées in Richtung La Défense.
Die westliche Stadtgrenze von Paris verläuft etwas außerhalb des Autobahnrings Boulevard périphérique und die Gemeinde bildet mit ihrem Gebiet einen Teil des Residenzviertels Neuilly-Auteuil-Passy. Neuilly-Auteuil-Passy (kurz NAP) beschreibt das Wohnviertel von Paris, welches in Richtung Westen und Norden an den Bois de Boulogne grenzt. Das Quartier umfasst demnach die Viertel Auteuil und Passy im 16. Arrondissement in Paris und Neuilly-sur-Seine in Richtung Nordwesten. Es handelt sich dabei um eines der wohlhabendsten und teuersten Residenzviertel Frankreichs. Obwohl die Viertel Auteuil und Passy im Jahr 1860 nach der Vergrößerung von Paris Teil des neuen 16. Arrondissements und demnach der Hauptstadt wurden, und die Gemeinde Neuilly-sur-Seine bis heute selbständig geblieben ist, bildet das Gebiet noch immer ein einheitliches, großes Wohnviertel.

## Geschichte

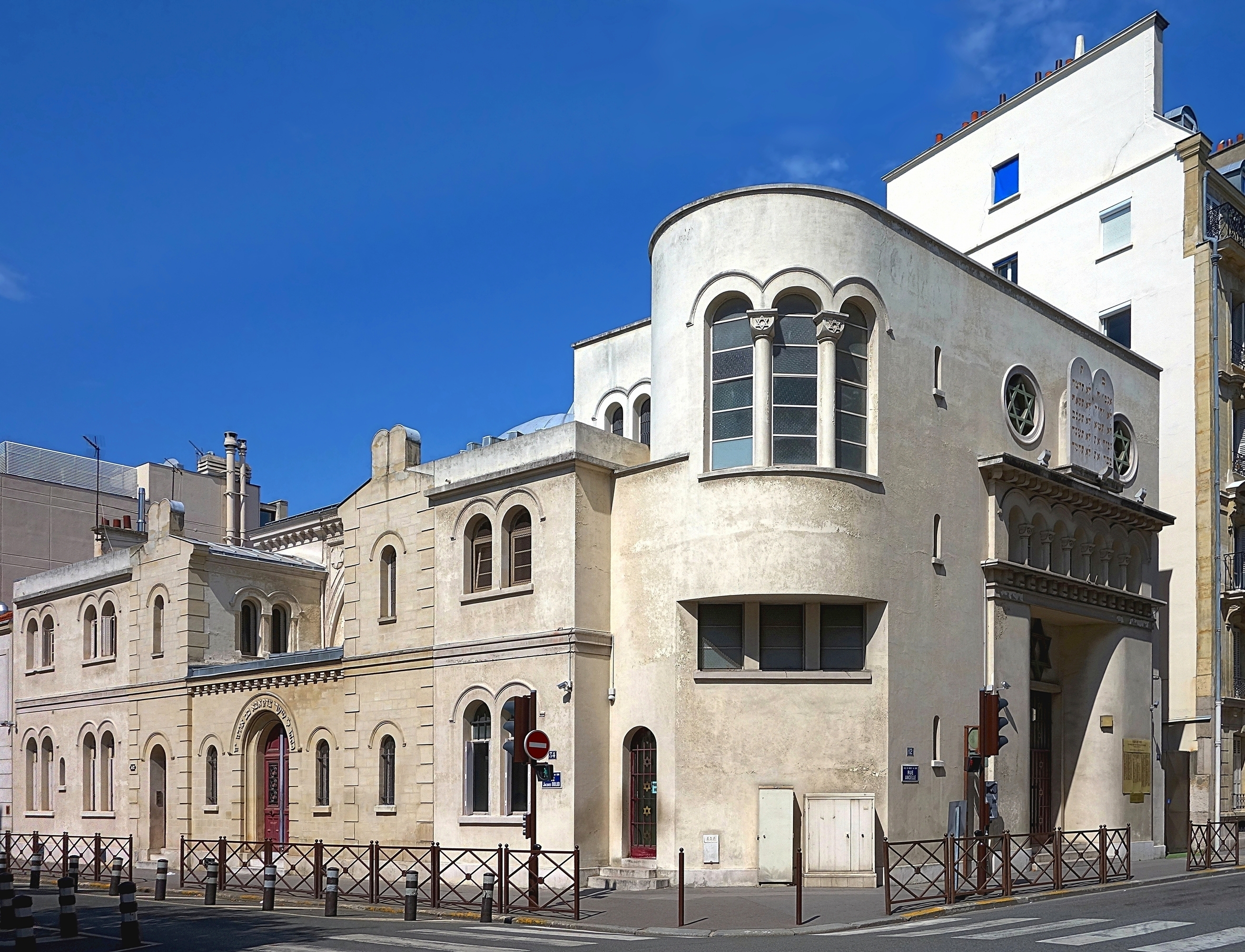
Synagoge

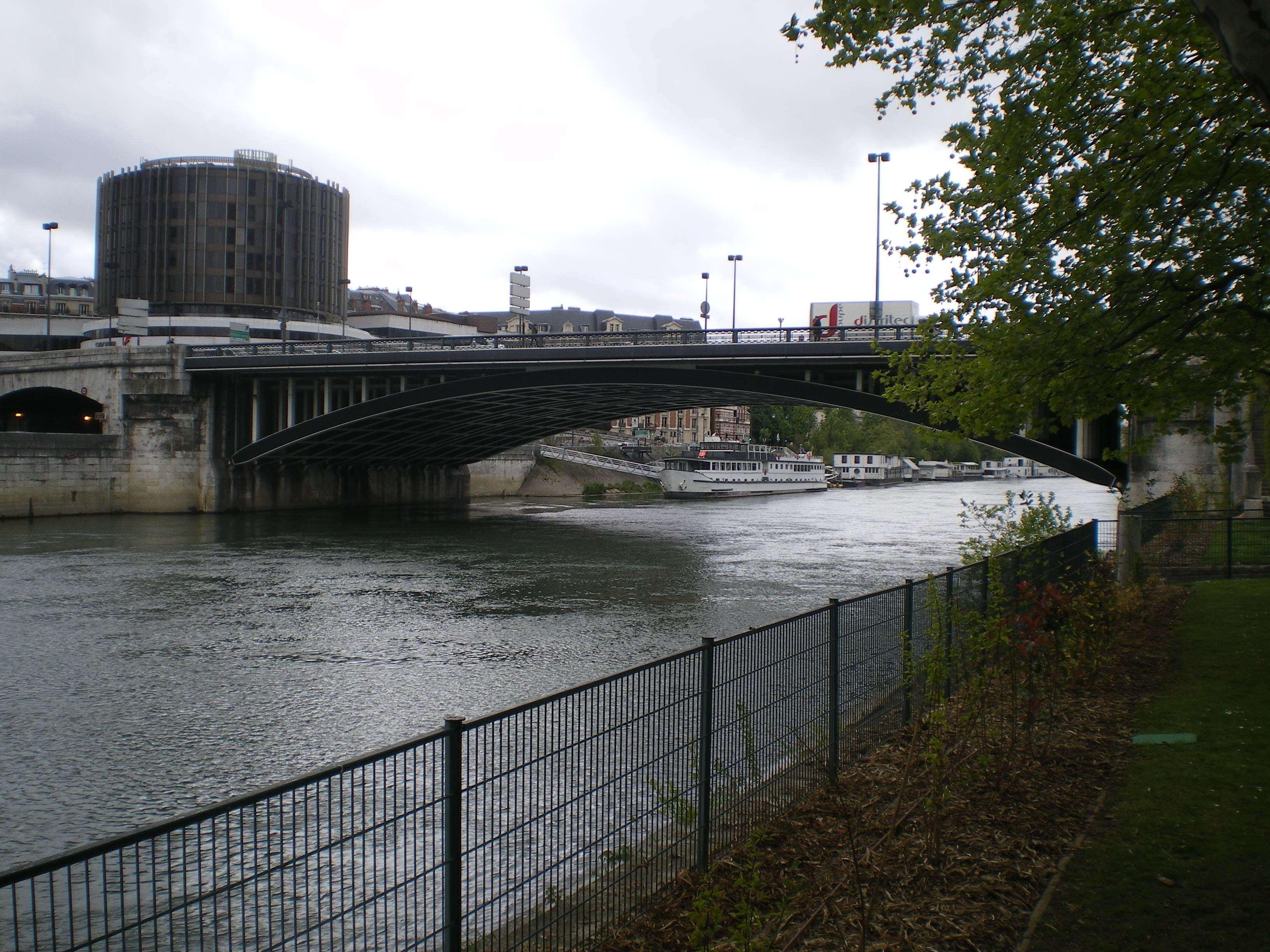
Pont de Neuilly

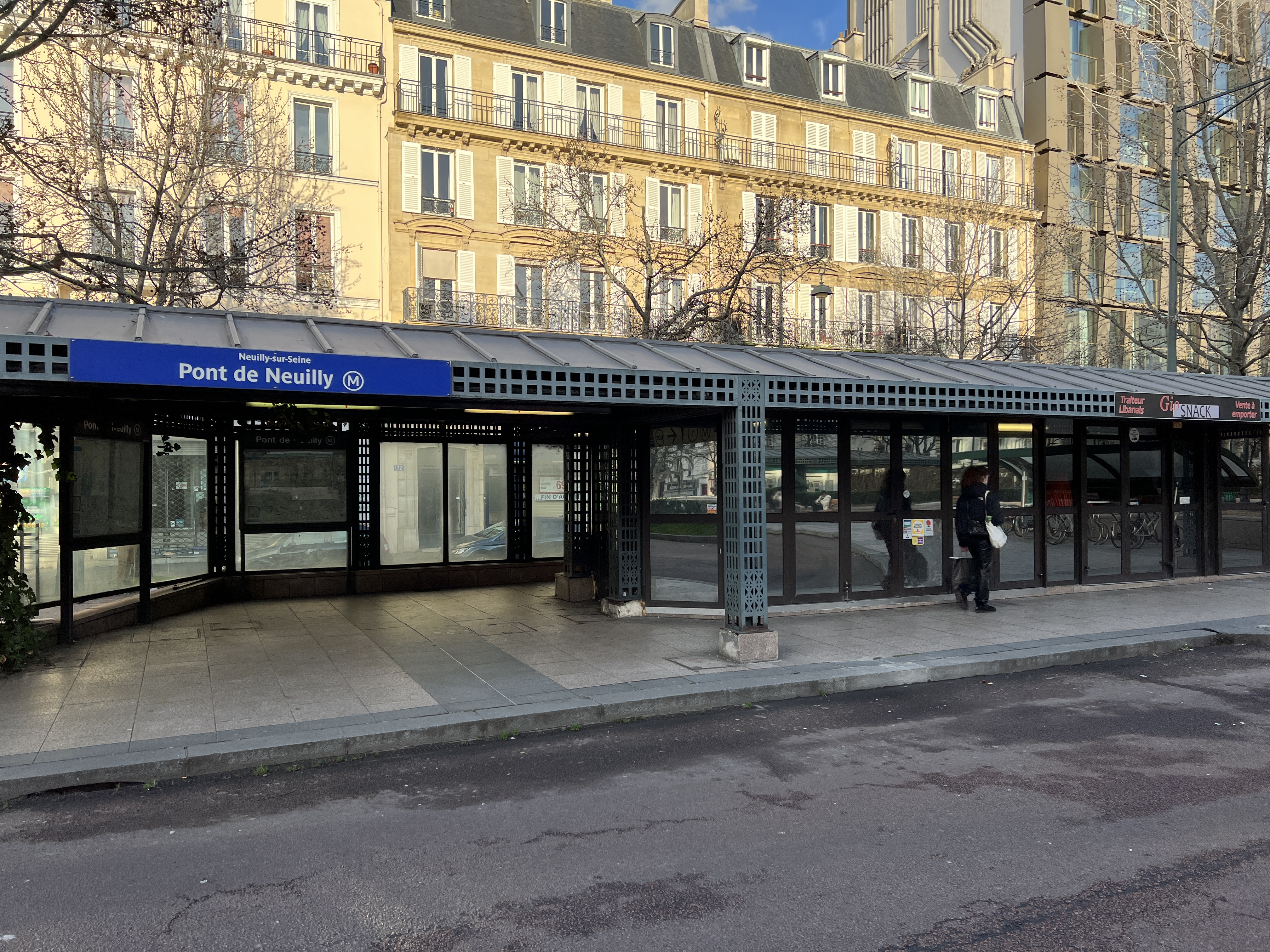
Zugang zur Métrostation Pont de Neuilly

Neuilly-sur-Seine hat im Laufe seiner Geschichte mehrere Namensänderungen erfahren. Die Römer nannten die Ansiedlung Portus de Lulliaco. Seit dem Mittelalter wechselte die Stadt häufiger ihren Namen, zunächst in Lugniacum (1224), dann Luingni (1226). Der Wortstamm besteht aus Lun (Wald) und noue (sumpfige Ebene). Weitere Namensänderungen folgten in Nully (1316) und Nullacum (1379). François I begann am 28. Juli 1528 mit dem Bau des Château de Madrid, an das heute nur noch der Boulevard du Château erinnert. Es wurde nach seinem Erwerb am 27. März 1792 durch ein Abrissunternehmen von diesem auch tatsächlich niedergelegt. Ein weiteres Schloss entstand 1755 durch Marc-Pierre de Voyer de Paulmy, comte d’Argenson, das in der Februarrevolution am 25. Februar 1848 niederbrannte (Villa Saint Foix).
Bis 1606 gab es in Richtung Norden über die Seine lediglich eine Fährverbindung. Eine schlecht beladene Fähre sollte Heinrich IV. und die Königin Maria de’ Medici am 9. Juni 1606 von Saint-Germain-en-Laye zurückbringen. Die Fähre kenterte, und die Königin musste an den Haaren aus der Seine gezogen werden. Daraufhin ließ Heinrich IV. noch 1606 eine Holzbrücke über die Seine bauen. Ludwig XV. ließ ab 1768 eine 219 m lange Steinbogenbrücke durch Jean-Rodolphe Perronet errichten, die am 22. September 1772 eingeweiht wurde. Sie war Vorläuferin der heutigen 250 Meter langen Pont de Neuilly, die am 2. Dezember 1942 eröffnet wurde. Die Gemeinde (französisch commune) Neuilly-sur-Seine erhielt am 14. Dezember 1789 durch Gesetz ihren Status. Die erste Gemeindeversammlung fand am 7. Februar 1790 in der Kirche (église) Saint-Jean-Baptiste statt, die zwischen 1827 und 1831 neu erbaut wurde.
Am 15. Dezember 1840 zog eine Prozession mit der Asche Napoleons I. von Neuilly durch den Triumphbogen zum Invalidendom. Am 2. Mai 1897 erhielt die Gemeinde durch ein Dekret des Präsidenten ihren heutigen Namen. Am 6. Juli 1815 schlug Lord Wellington sein Hauptquartier in Saint-James auf. Das heutige Rathaus (mairie) entstand zwischen 1882 und 1885 und wurde am 16. Januar 1886 eingeweiht. Am 28. Oktober 1909 fand die Eröffnung des Amerikanischen Krankenhauses Paris in Anwesenheit des amerikanischen Botschafters Henry White statt. Dort wurde am 7. November 1919 der Frieden von Neuilly geschlossen.
Am 29. April 1937 wurde die Linie 1 der Métro Paris im Westen um zwei Stationen bis Pont de Neuilly verlängert, und zwar um die Stationen Porte Maillot und Les Sablons. Am 1. April 1992 wurde die Verlängerung der Métrolinie 1 über die Haltestelle Pont de Neuilly bis nach La Défense eingeweiht, wobei die Bürgersteige verengt und die Brückenbögen verbreitert wurden.

### Bevölkerungsentwicklung
| Jahr      | 1962   | 1968   | 1975   | 1982   | 1990   | 1999   | 2011   | 2019   |
| --------- | ------ | ------ | ------ | ------ | ------ | ------ | ------ | ------ |
| Einwohner | 72.773 | 70.995 | 65.983 | 64.170 | 61.768 | 59.848 | 61.797 | 59.599 |

## Logos

Logo bis 2022
Logo seit 2022

## Städtepartnerschaften
Die Stadt Neuilly-sur-Seine unterhält folgende Partnerschaften:
- Uccle/Ukkel, Belgien, seit 1981
- Windsor and Maidenhead, Vereinigtes Königreich, seit 1955

Neuilly-sur-Seine war außerdem bis 2002 Partnerstadt von Hanau.

## Sehenswürdigkeiten
Die Pfarrkirche Saint-Pierre de Neuilly (1887–1894) wurde nach den Plänen des Architekten Louis Henri Alfred Dauvergne nach dessen Tod von seinem Sohn Louis Alphonse Dauvergne vollendet. Das neugotische Bauwerk erhielt in den Jahren 1913/1914 zwei zusätzliche Kapellen. Es birgt unter anderem eine bemerkenswerte Statue der Muttergottes aus dem 17. Jahrhundert und das Gemälde Le Christ au jardin des Oliviers (1672) von Claudio Coello. Ebenfalls sehenswert ist der Alte Friedhof von Neuilly-sur-Seine. Das Rathaus wurde nach Plänen von Gaspard André errichtet. An der Stadtgrenze liegt der zu Paris gehörende Freizeitpark Jardin d’Acclimatation.
Zwischen den Jahren 1954 und 1956 wurden zudem vom Schweizer Architekten Le Corbusier die Maisons Jaoul errichtet, welche im Jahr 1966 vom französischen Kulturminister André Malraux in das Inventar der historischen Monumente Frankreichs aufgenommen wurden.

## Wirtschaft
Der Weltkonzern Thales hatte hier bis 2015 seinen Hauptsitz. Der Modekonzern Chanel, die Parfum-Sparte von Christian Dior sowie das Bauunternehmen Spie Batignolles haben hier ihren Hauptsitz.

## Galerie

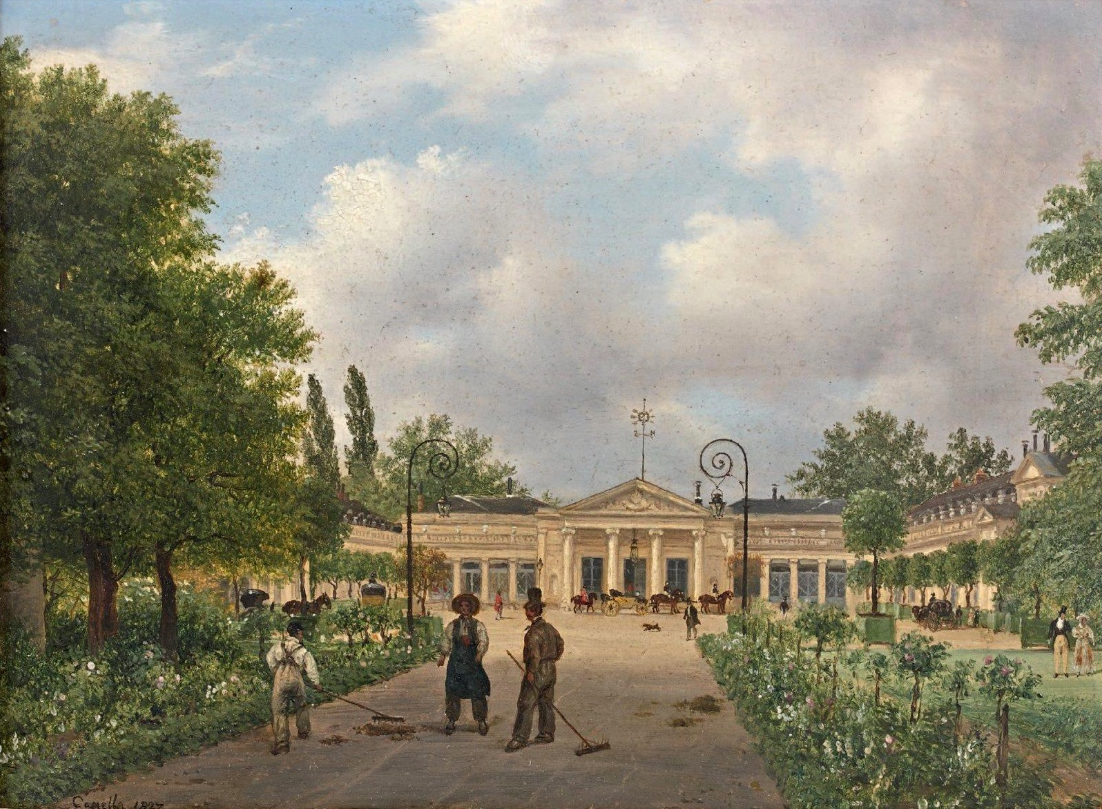
Ehemalige Residenz von König Louis-Philippe I. (1827)
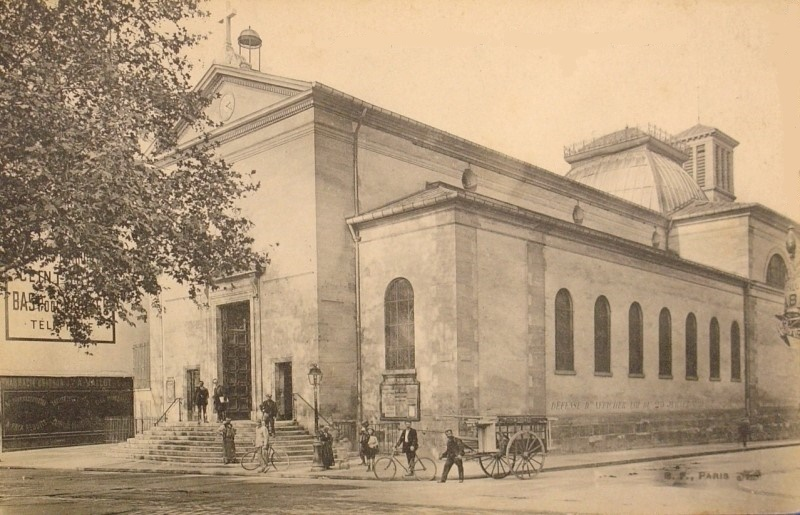
Église Saint-Jean-Baptiste (ca. 1890)
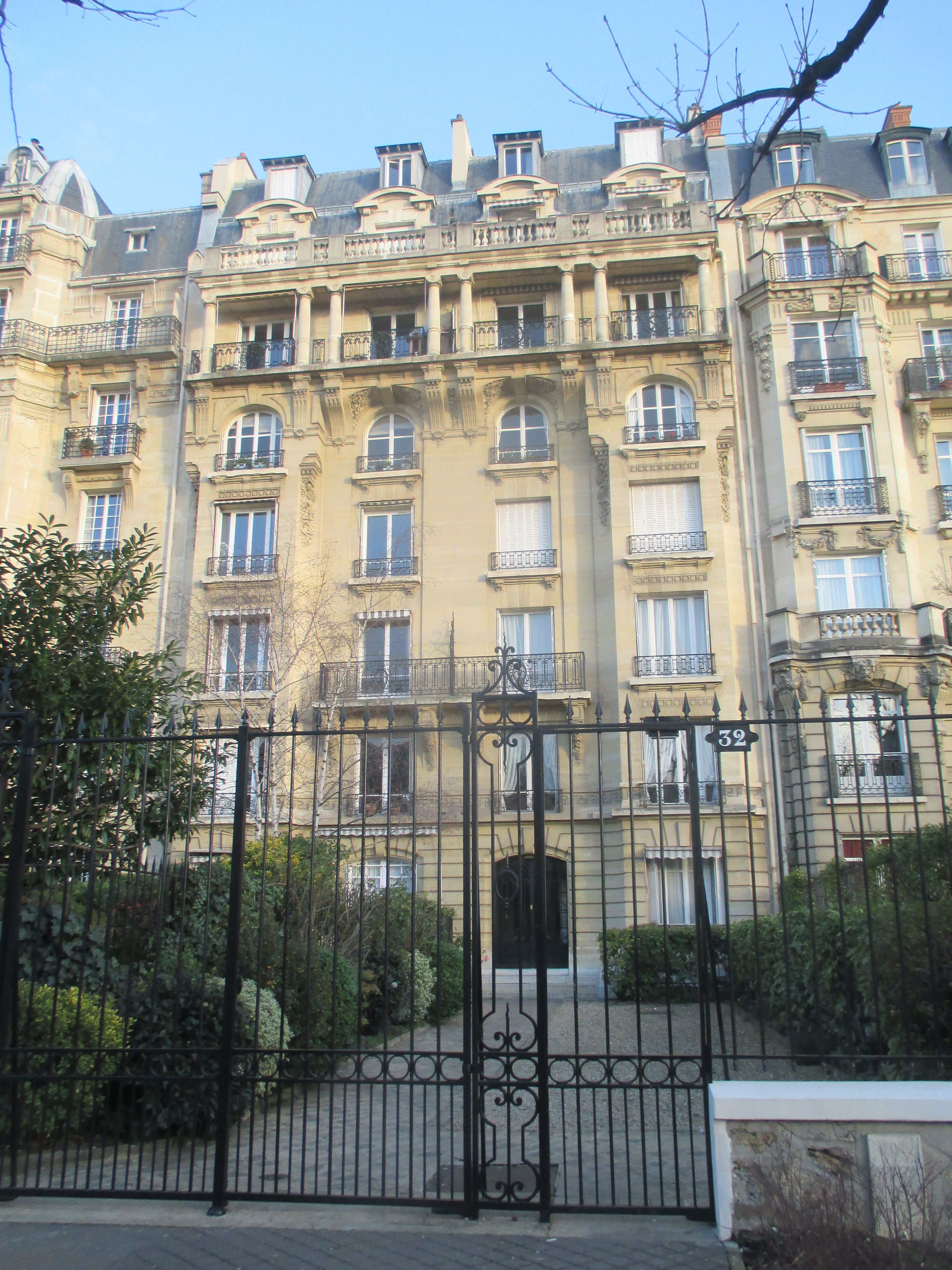
Boulevard d’Inkermann (Februar 2016)
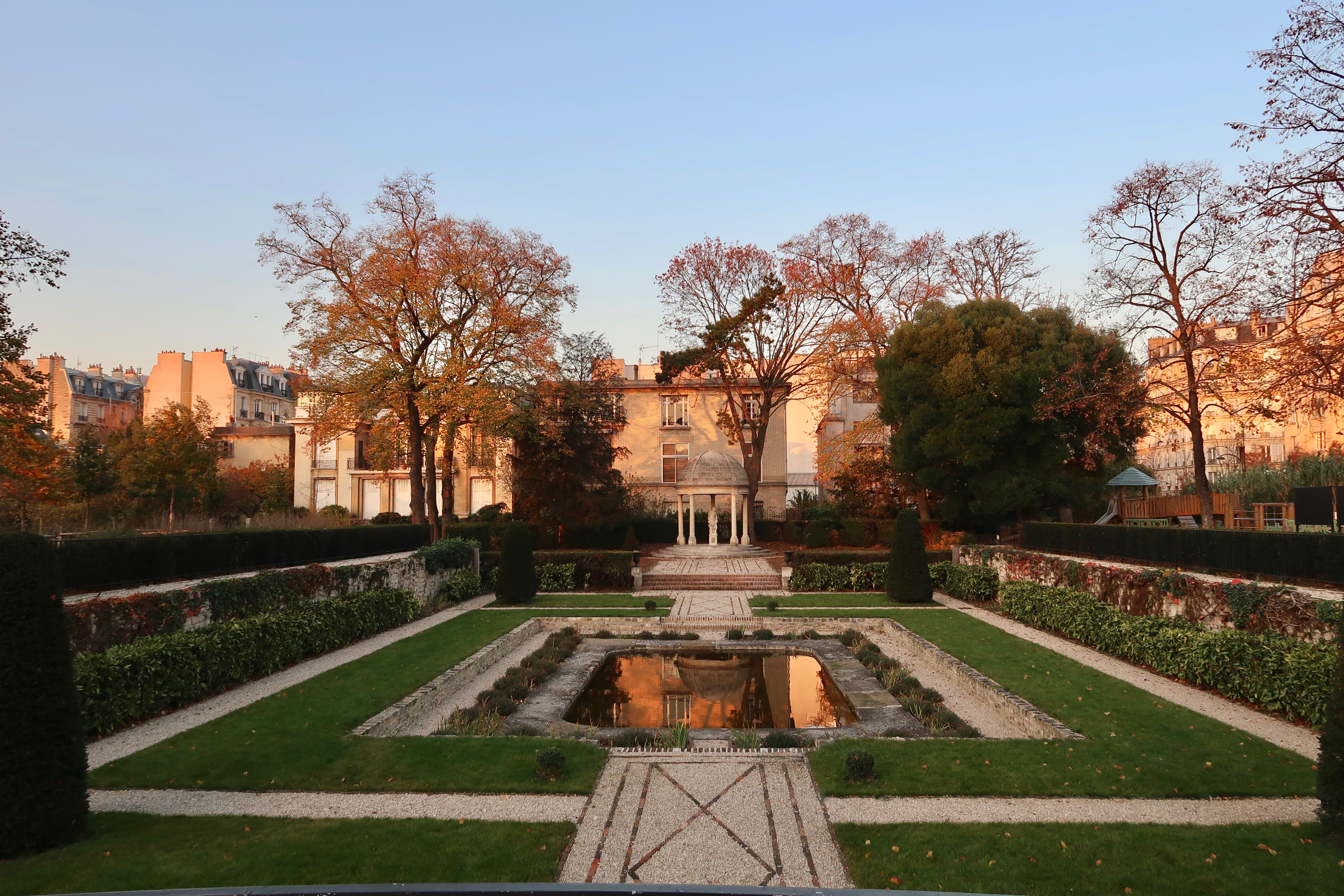
Parc de la Folie Saint-James (Dezember 2018)
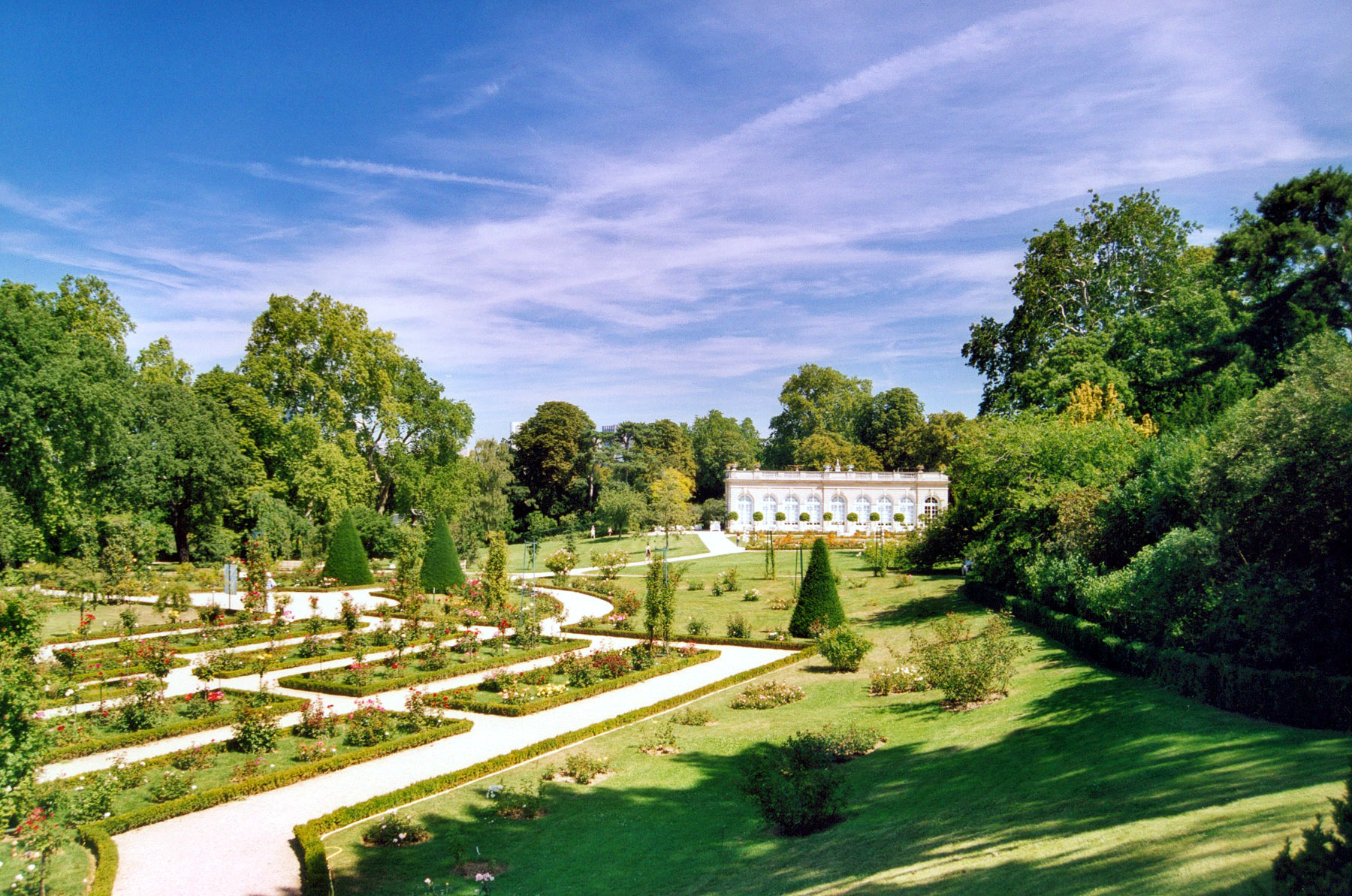
Der Parc de Bagatelle an der Stadtgrenze zu Paris (Oktober 2005)
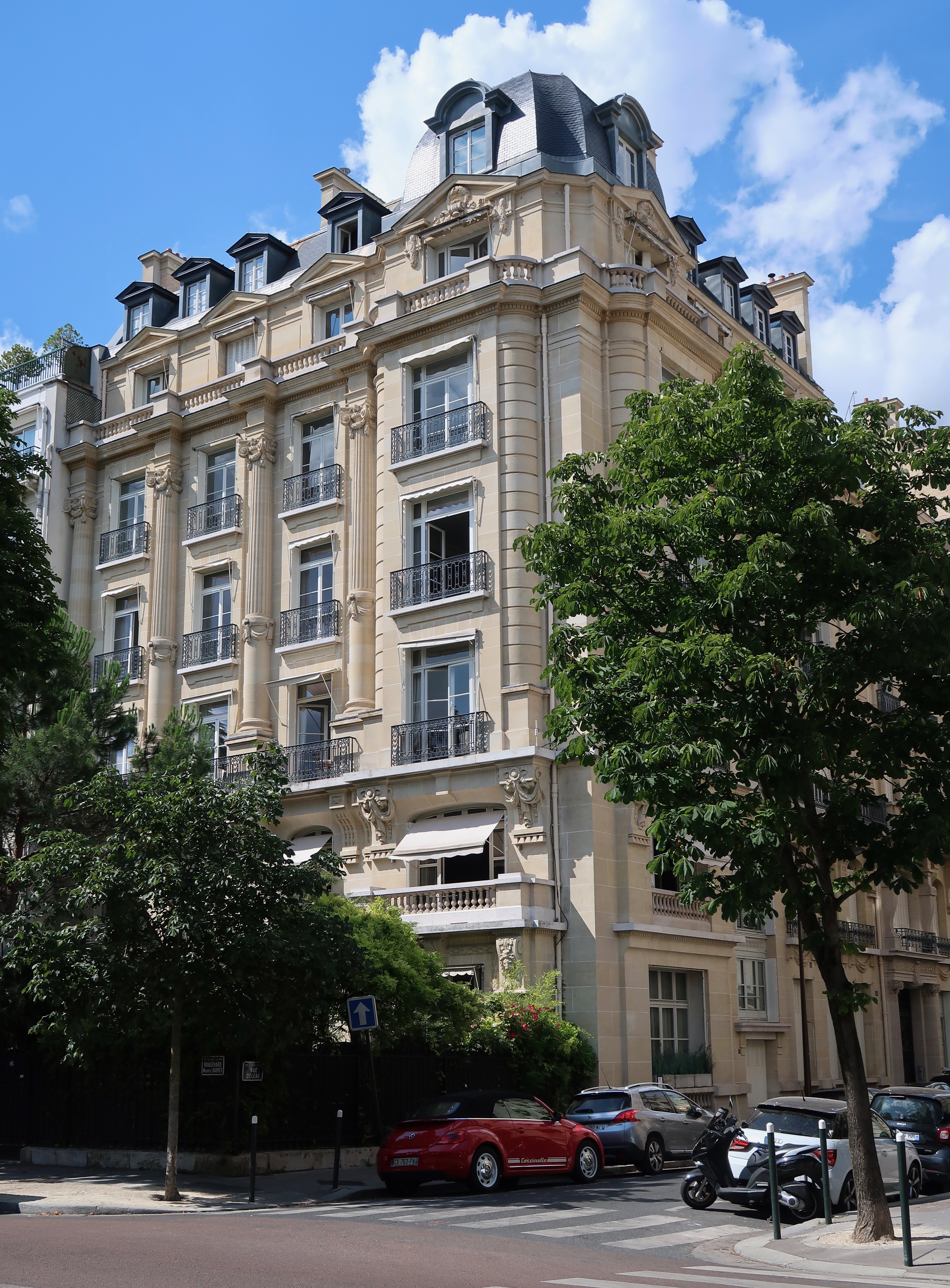
Boulevard Maurice-Barrès (Juli 2019)
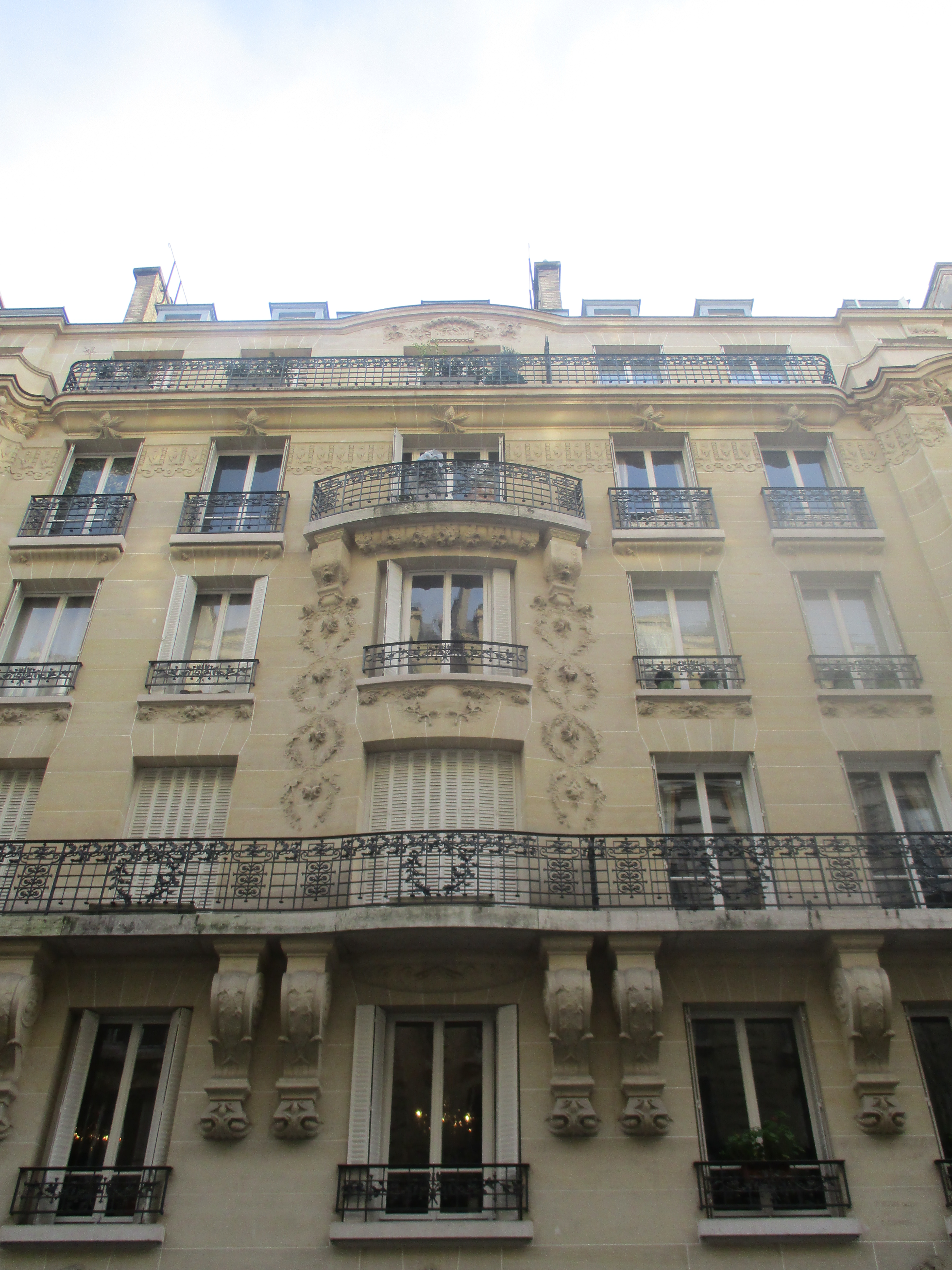
Rue Saint-Pierre (Dezember 2016)
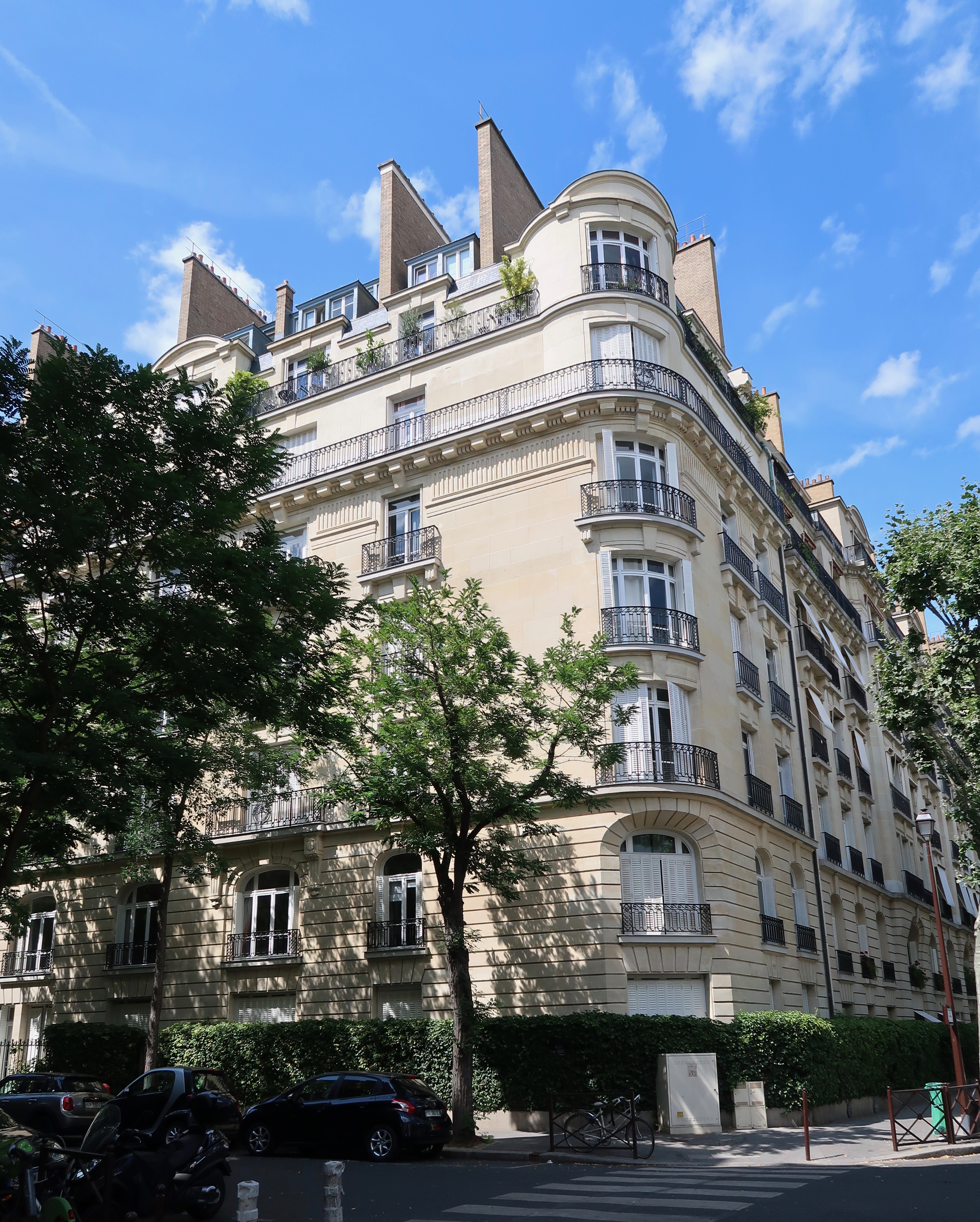
Rue Pierre-Cherest (Juli 2019)
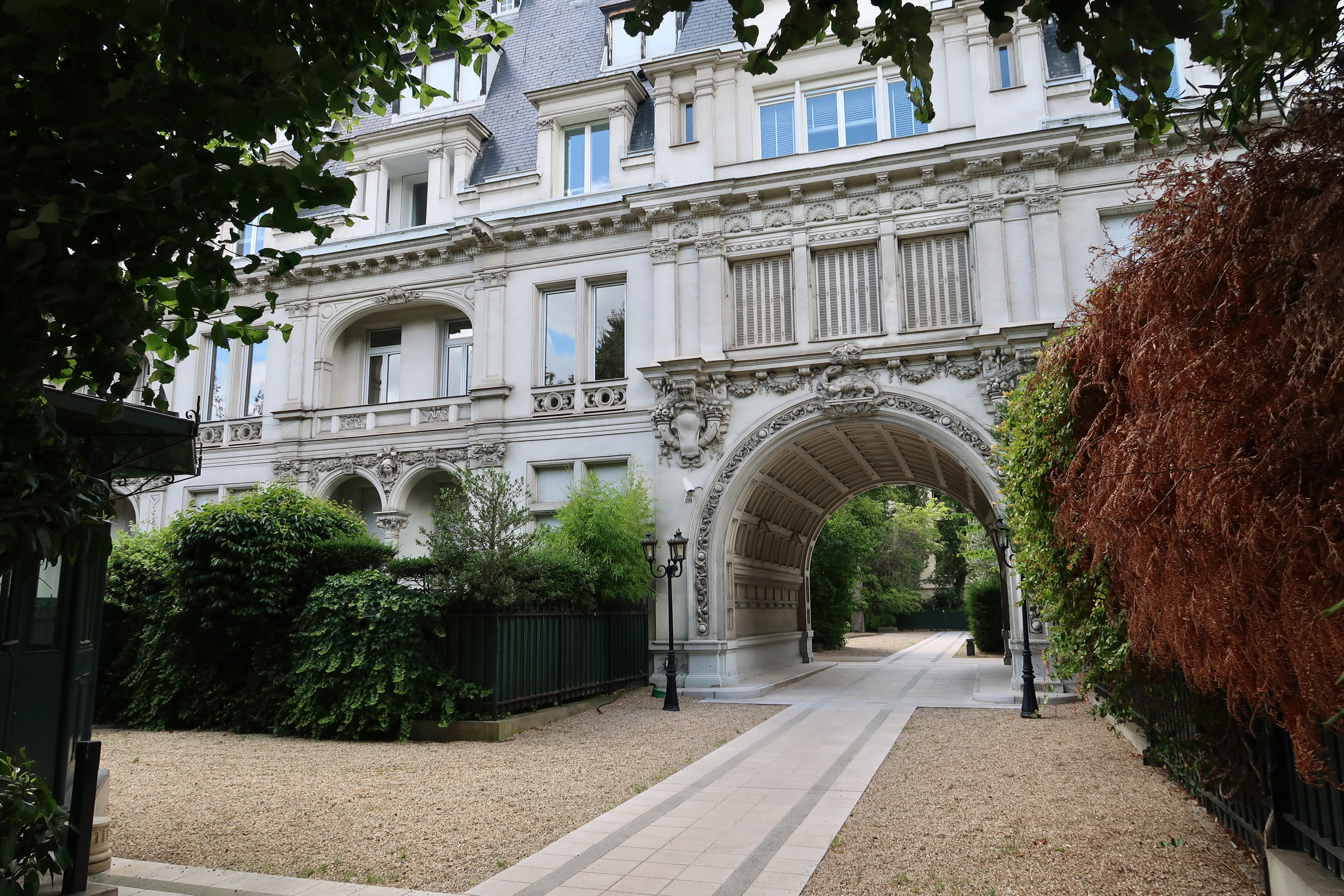
Boulevard Richard-Wallace (Juli 2019)
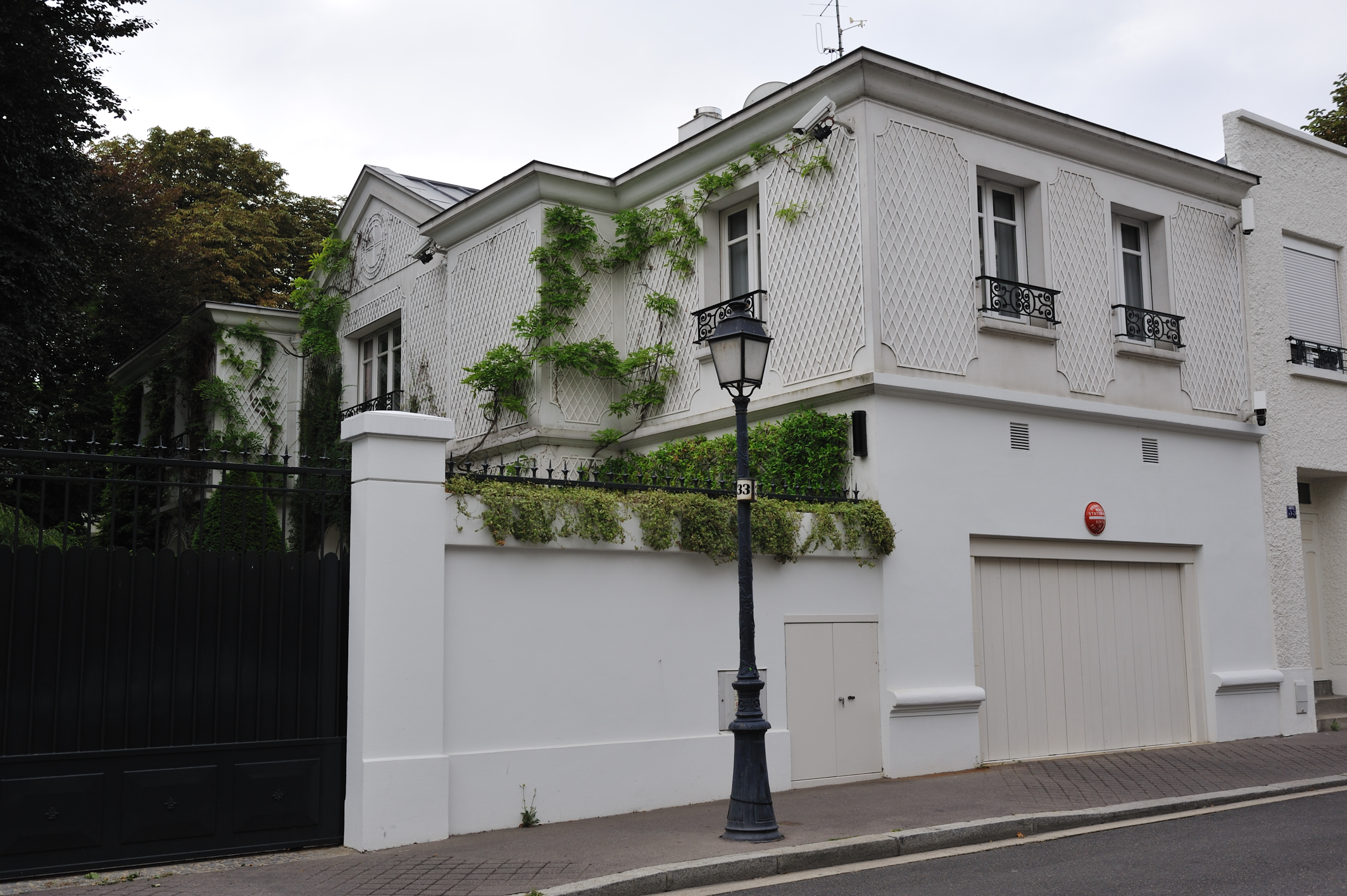
Rue Delabordère (August 2010)
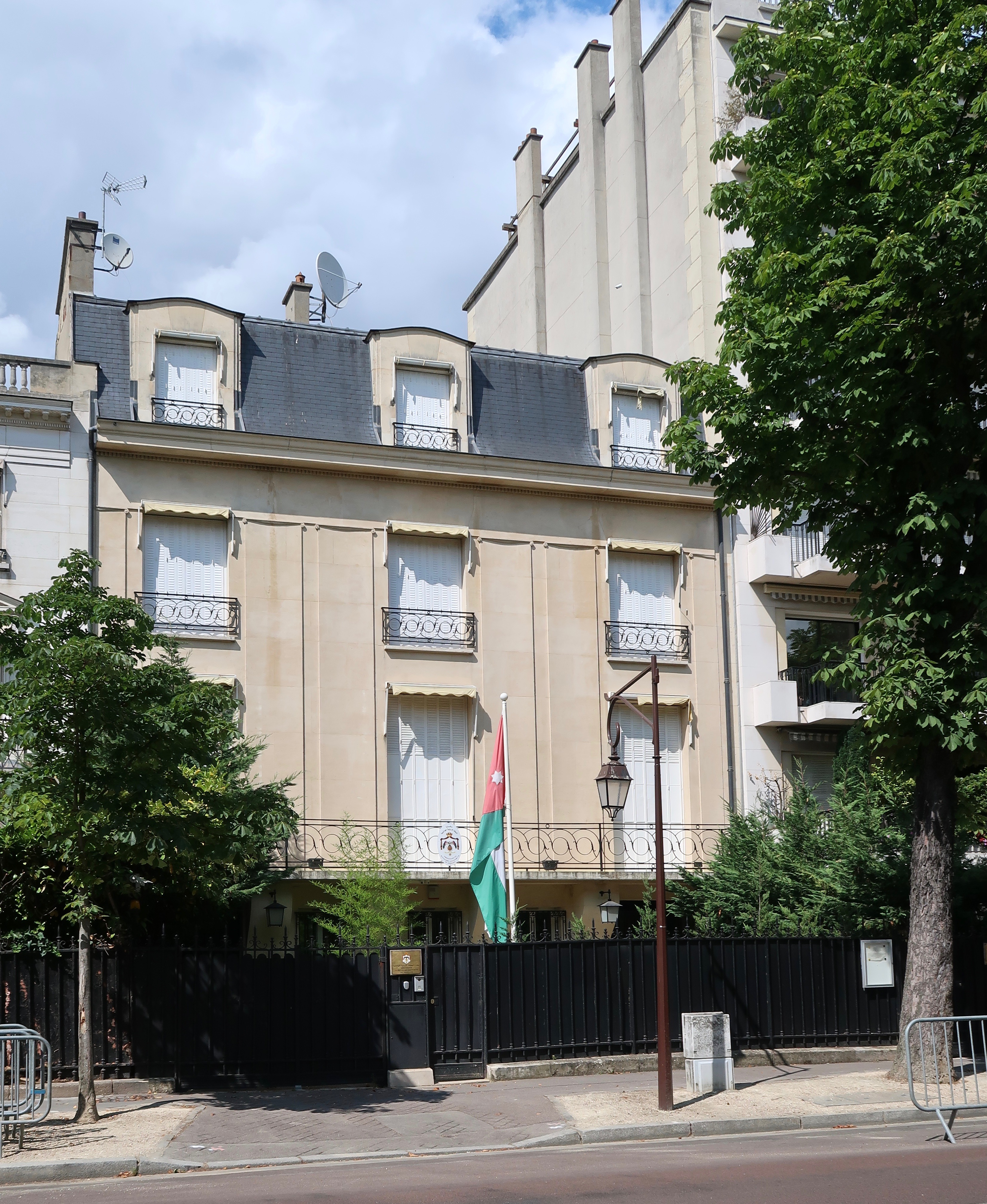
Sitz der Botschaft Jordaniens (Juli 2019)
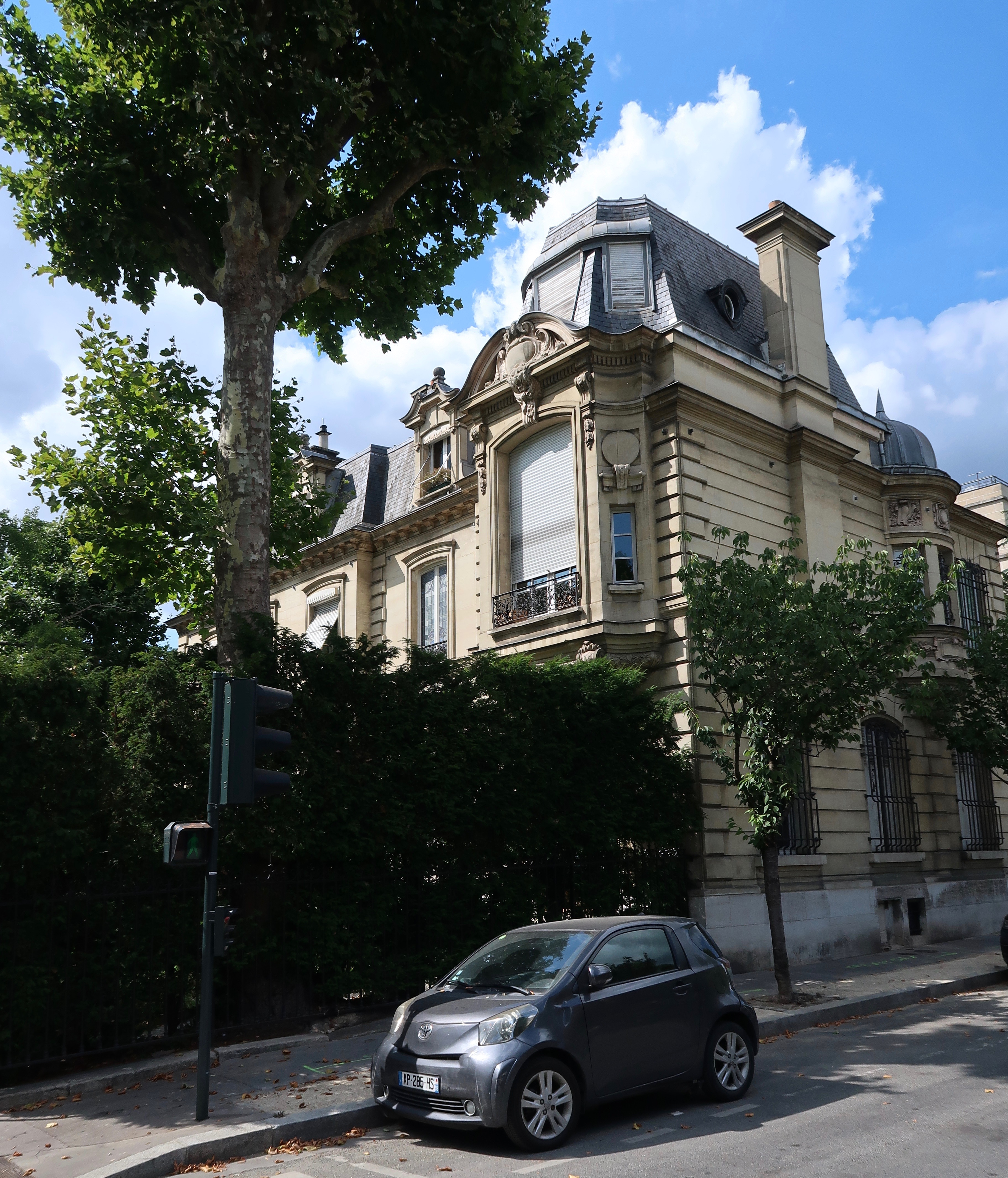
Hôtel Particulier, Boulevard Richard-Wallace (Juli 2019)